# Grups de Defensa i Resistència
Els Grups de Defensa i Resistència (oficialment en castellà: Grupos de Defensa y Resistencia o GDRs per les seves sigles), també coneguts com els arrencallaços, són un seguit de grups espanyolistes creats l'abril de 2018 principalment actius al Bages, el Maresme i el Baix Camp (tot i constar d'almenys 10 grups actius) amb l'objectiu "d'eliminar dels carrers de Catalunya els símbols independentistes i llaços grocs". Malgrat les seves posicions ideològicament oposades, el seu nom és una clara referència als comitès assamblearis sobiranistes coneguts com a CDRs.
Aquestes agrupacions han comptat amb àmplia cobertura mediàtica des del seu inici, especialment donat al suport i alentiment de les seves accions que en els seus inicis va donar-li Ciutadans. Tot i això, però, els GDRs acostumen a ser encapçalats per membres d'organitzacions ultradretanes com VOX, Democracia Nacional i Plataforma per Catalunya (ara també part de VOX), com n'és el cas de José Manuel Opazo, Jesus Cañadas, Raúl Macià o Jaime Vizern.